# رابرت هارت

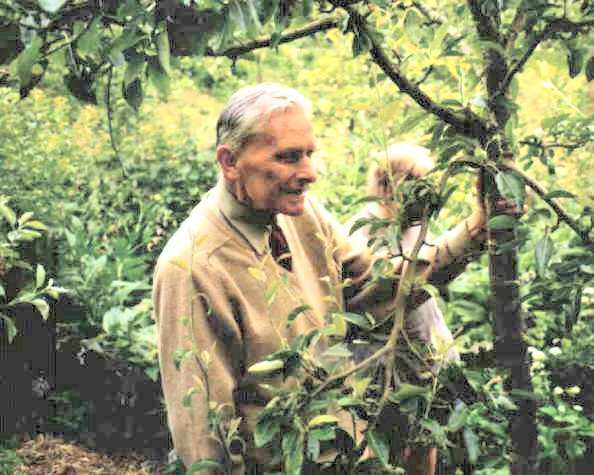
رابرت هارت در باغ جنگلی‌اش در ژوئیه ۱۹۹۷

رابرت هارت(زاده ۱ آوریل ۱۹۱۳ -درگذشته ۷ مارس ۲۰۰۰)، پیشگام کاشت جنگل در مناطق معتدل بود. او مدلی از باغ جنگلی ۵۰۰ مترمربع باغ در مزرعه‌اش درست کرد. او تایید می‌کند که برای کارش از مقاله جیمز شلتو داگلاس الهام گرفته است که او نیز به نوبه خود از کار تویوهیکو کاگوا الهام گرفته بود.(صفحه ۴۱)